# Angelo Messedaglia
Ángelo Messedaglia (Villafranca de Verona, 2 de noviembre de 1820 – Roma, 5 de abril de 1901) fue un profesor, intelectual y político italiano. Fue senador del Reino de Italia en la XV legislatura.

## Vida

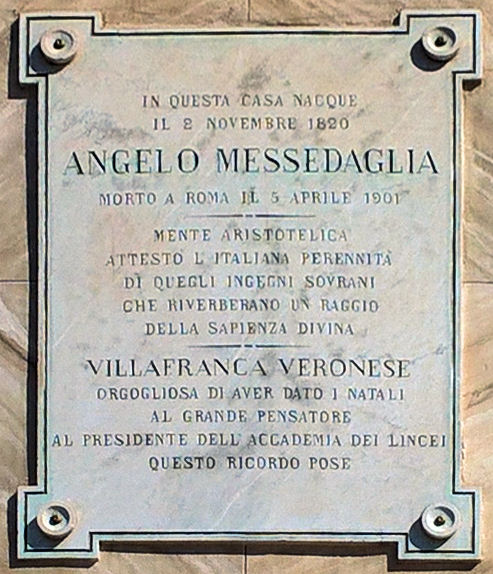
Villafranca de Verona, lápida dedicada a Ángelo Messedaglia.

Angelo Messedaglia nació en Villafranca di Verona el 2 de noviembre de 1820, que en la época pertenecía al Reino Lombardo Veneto. Diplomado por el Cesareo Regio Convitto en Sant'Anastasia (actual "Liceo-Ginnasio Scipione Maffei"), se graduó en Jurisprudencia por la Universidad de Pavía, en la que empezó su carrera de docente. En los años sucesivos enseñó también en las universidades de Padua y de Roma.
Convencido defensor de los ideales del risorgimento, denunció la represión austríaca contra la población de Verona tras la anexión del Véneto por Italia en el 1866. Amigo de Marco Minghetti y Quintino Sella, fue partidario de la Derecha política, entre cuyos escaños se sentó en el Parlamento, en el que fue Diputado entre 1866 y 1882. Apreciado por sus competencias jurídicas, tributarias y estadísticas, rechazó el cargo de ministro cuando se le ofreció, prefiriendo dedicarse completamente al estudio.
Propio los muchos intereses culturales son la principal característica de Messedaglia: conocía más lenguas, sea extranjeras sea antiguas; publicó no tan solo estudios estadísticos y económicos, pero también escritos omerici y traducciones en italiano de poesías de Henry Wadsworth Longfellow y de Thomas Moore. Fue amigo de los poetas Carducci y Fogazzaro.
Miembro de varias Academias italianas y extranjeras, aceptó el cargo de Presidente de la Academia de los Lincei hasta el día de su muerte.
Está considerado el precursor de las modernas facultades de Ciencias Políticas por sus propuestas de introducir un plan orgánico de estudios políticos-administrativos en el ámbito de las Facultades de Jurisprudencia. Gran parte de su producción está actualmente conservada en la Biblioteca Cívica de Verona.

## Reconocimientos
A él está dedicado el Liceo Científico estatal Angelo Messedaglia de Verona.

## Principales publicaciones
- Statistica morale dell'Inghilterra comparata alla statistica morale della Francia di M.A. Guerry, Venecia, G. Antonelli, 1865;
- L'imperatore Diocleziano e la legge economica del mercato, Venecia, Tip. del Comercio, 1866;
- La statistica e i suoi metodi, Roma, 1872;
- L'insegnamento politico-amministrativo, Roma, Civelli, 1880;
- L'economia politica, Roma, Pallotta, 1891;
- Y.W. Longfellow - T. Moore - y otros, Algunas poesías, Traducciones de A. Messedaglia, Turín, Y. Loescher, 1878;